# Jakob Baltensperger
Jakob Baltensperger (* 21. April 1883; † 26. Oktober 1949 in Bern) war ein Schweizer Geodät und Eidgenössischer Vermessungsdirektor.

## Leben und Werk
Jakob Baltensperger absolvierte von 1899 bis 1903 seine theoretische Ausbildung an der Geometerschule am kantonalen Technikum Winterthur.
Als ausgebildeter Geometer und Kulturtechniker zog Baltensperger 1903 nach Aarau, wo er bis 1908 als erster technischer Assistent des aargauischen Kantonsgeometers und Kulturtechnikers P. Baser, als Verifikator von Vermessungen und als Kulturtechniker, vorwiegend in der Projektierung und Bauleitung von Drainagen, wirkte. 1905 erwarb er auch das Patent als Konkordatsgeometer. Baltensperger war 1908 der erste Kantonsgeometer im Kanton Basel-Landschaft und wirkte ab 1912 als erster Adjunkt im Eidgenössischen Grundbuchamt. Dort arbeitete er die ersten zehn Jahre für die Bearbeitung des allgemeinen Planes über die Durchführung der Grundbuchvermessung und des zugehörigen Finanzplanes. Als Sekretär der eidgenössischen Kommission für Geometerprüfungen hatte Baltensperger der Kommission und ihrem Präsidenten Fritz Baeschlin hervorragende Dienste geleistet und wesentlich zum hohen Ansehen der Geometerprüfung beigetragen. Als der Chef des Eidgenössischen Grundbuchamtes Theo Guhl und der Vermessungsinspektor Emil Röthlisberger 1922 zurücktraten, wurde Baltensperger am 30. Januar 1922 vom Bundesrat zum Vermessungsinspektor gewählt.
Zudem wurden das Eidgenössische Grundbuchamt als selbständige Verwaltungsabteilung aufgelöst und die Geschäftskreise des Grundbuch- und des Vermessungswesens der eidgenössischen Justizabteilung angegliedert. Entsprechend den tatsächlichen Funktionen von Baltensperger änderte 1929 der Bundesrat die Amtsbezeichnung des Vermessungsinspektors in Vermessungsdirektor.
Als Delegierter des Bundesrates nahm Baltensperger an den Internationalen Geometerkongressen in Paris 1926, Zürich 1930, London 1934 und Rom 1938 teil. Zudem war er an den Internationalen Kongressen für Photogrammetrie in Zürich 1930 und in Paris 1934. Aus Alters- und Gesundheitsgründen trat Baltensperger im Dezember 1948 von seinen Ämtern zurück. Sein Nachfolger wurde Hans Härry. 
Die Universität Bern verlieh Baltensperger den Ehrendoktor. Als begeisterter Soldat hatte er zehn Jahre als Generalstabsoffizier und fünfzehn Jahre als Genieoberst gedient. Baltensperger fand seine letzte Ruhestätte auf dem Schosshaldenfriedhof von Bern.